# Ольштинський театр ляльок
Ольштинський театр ляльок (пол. Olsztyński Teatr Lalek) — ляльковий театр у польському місті Ольштині.

## Загальна інформація
Ольштинський театр ляльок міститься у окремій будівлі, й розташований за адресою:
вул. Гловацького, буд. 17, м. Ольштин-10447 (Польща).
Діють 2 сцени — для дітей та для молоді і дорослих. 

## З історії театру
Ляльковий театр у Ольштині був утворений 13 листопада 1953 року як Ляльковий театр Вармінсько-Мазурської землі «Червона шапочка» (пол. Teatr Kukłowy Ziemi Warmińsko–Mazurskiej «Czerwony Kapturek») й відкрився показом прем'єрної вистави «Гарна то була пригода» (пол. Piękna była to przygoda). У той час колектив очолював Мечислав Червінський (Mieczysław Czerwińsky).
У липні 1954 року театр отримав будинок на площі Бема з залою на 170 місць.
У 1961 році заклад набув державного статусу.
Від 1988 року театр виїхав зі свого приміщення на площі Бема і деякий час функціонував як ляльковий театр без сталої садиби.
1989 року Ольштинському театрові ляльок під нлядацьку залу було надано приміщення по вулиці Гловацького, 17.
29 січня 1994 року відбулося офіційне відкриття сцени, що збіглося у часі з 40-річним ювілеєм театру.
У вересні 2001 року було відкрито камерну (малу) сцену театра на 60 місць, де демонструються вистави для молоді і дорослих.

## З репертуару
У чинному репертуарі Ольштинського театру ляльок — польські і світові класичні казки. 
Так, з незмінною популярністю на сцені театру йдуть вистави «Про страшливого змія, хороброго шевчика, королівну і короля» Марії Ковнацької, одна з найпопулярніших європейських казок «Красуня і Чудовисько», «Піноккіо» Карло Коллоді.

## Виноски
1. ↑  Репертуар [Архівовано 11 січня 2010 у Wayback Machine.] на Офіційна вебсторінка театру